# Santa María de los Llanos
Santa María de los Llanos é um município da Espanha na província de Cuenca, comunidade autónoma de Castilla-La Mancha, de área 42,38 km² com população de 780 habitantes (2007) e densidade populacional de 18,83 hab/km².

## Demografia
| Variação demográfica do município entre 1991 e 2004 | Variação demográfica do município entre 1991 e 2004 | Variação demográfica do município entre 1991 e 2004 | Variação demográfica do município entre 1991 e 2004 |
| --------------------------------------------------- | --------------------------------------------------- | --------------------------------------------------- | --------------------------------------------------- |
| 1991                                                | 1996                                                | 2001                                                | 2004                                                |
| 903                                                 | 867                                                 | 834                                                 | 798                                                 |